# Gianfranco Occhipinti
Gianfranco Occhipinti (Gela, 15 gennaio 1948 – Palermo, 3 settembre 2011) è stato un politico italiano.

## Biografia
Figlio del senatore socialdemocratico Nino Occhipinti, è anch'egli impegnato in politica con il PSDI. 
Negli anni Ottanta viene eletto per due mandati al Consiglio provinciale di Palermo; nel 1982 riveste anche la carica di assessore provinciale al territorio e ambiente. Viene eletto alla Camera dei deputati nel 1992.

### Procedimenti giudiziari
Tra il 1992 e il 1993, il Procuratore capo di Caltanissetta Giovanni Tinebra chiese alla Camera dei deputati per quattro volte l'autorizzazione a procedere nei confronti di Occhipinti, colpito da un'ordinanza di custodia cautelare emessa nel novembre 1992 nell'ambito della maxi-operazione "Leopardo" scaturita dalle dichiarazioni del collaboratore di giustizia Leonardo Messina, il quale accusava il deputato di aver ricevuto i voti di Cosa Nostra e di aver perciò contribuito a truccare la gara d'appalto per la costruzione dell'Istituto tecnico per geometri di Caltanissetta. A queste accuse si aggiunsero quelle di un altro degli arrestati, l'imprenditore edile nisseno Francesco Cosentino, che confessò di aver pagato una tangente di 20 milioni di lire a Occhipinti per ottenere l'appalto per la costruzione del PalaCarelli di Caltanissetta. 
Venne condannato in primo grado e in appello a quattro anni di reclusione per concorso esterno in associazione mafiosa mentre il reato di corruzione andò prescritto, sentenza confermata dalla Cassazione nel 2004.